# ボロキシン
ボロキシンとは、B3H3O3の化学式で表される複素環化合物であり、水素原子1つと結合したホウ素原子と酸素原子が交互に並んだ六員環構造を取る。トリメチルボロキシンやトリフェニルボロキシンのようなボロキシン誘導体もまた、広義にはボロキシンと呼ばれている。これらの化合物は室温において通常固体であり、対応するボロン酸とは平衡状態にある。理論研究において用いられるほか、主に光学素子の製造に用いられる。

## 構造と結合
ホウ素の三配位化合物は通常三角形の平面構造をとるため、ボロキシンの環状構造もまた同様に平面構造をとる。ボロキシンはホウ素原子上の空のp軌道と酸素上の非共有電子対がπ結合を形成するため、ベンゼンと等電子的であり部分的に芳香性を示す。ボロキシン化合物におけるホウ素の単結合は主にs性である（すなわち、混成軌道におけるs軌道の割合が高い）。ボロキシン環のサイズは置換基による影響をほとんど受けない。例えば、ボロキシンの水素原子がエチル基に置換されたボロキシン誘導体では、B-O結合の結合距離は1.384 Å、B-C結合の結合距離は1.565 Åであるのに対し、同様にフェニル基に置換されたボロキシン誘導体での結合距離はそれぞれ1.386 Åおよび1.546 Åであり、その結合距離はほとんど同じである。
ボロキシン環上の置換基はその結晶構造を決定付ける。例えばアルキル基を置換基に持つボロキシン誘導体は、各分子が酸素原子とホウ素原子が交互に位置するように積み重なった最も単純な結晶構造を有しており、積み重なったボロキシン環によるチューブ状の構造が形成される。エチル基を置換基に持つボロキシン誘導体の分子間のホウ素原子と酸素原子の距離は3.462 Åであり、分子内のB-O結合の結合距離1.384 Åと比較すると非常に長い。フェニル基を置換基に持つボロキシン誘導体の結晶構造はより複雑であり、ホウ素原子上の空のp軌道とフェニル基による芳香族性π電子との相互作用によって様々な結晶構造が形成される。すなわち、フェニル基のπ電子がホウ素原子上の空のp軌道に供与されることによって、ボロキシン環が2つのフェニル基に挟まれる形で積み重なるような分子配列となる。

## 合成
1930年代に発見されたように、ボロキシンは対応するボロン酸の脱水縮合によって合成され、この脱水反応は脱水剤もしくは高圧下での加熱によって進行させることができる。また、一酸化炭素とジボランを水素化ホウ素リチウムを触媒として反応させトリメチルボロキシンを得るような合成法によってもボロキシンを合成することができる。
{\displaystyle {\rm {\ 3CO+1.5B_{2}H_{6}{\xrightarrow {LiBH_{4}}}(CH_{3}BO)_{3}}}}

## 反応
最もよく利用されるボロキシンのひとつはトリメチルボロキシンであり、パラジウム触媒を用いた鈴木・宮浦カップリングによる様々なハロゲン化アリールのメチル化に用いられる。
{\displaystyle {\rm {\ C_{6}H_{5}X+(CH_{3}BO)_{3}{\xrightarrow[{dioxane}]{K_{2}CO_{3},Pd(PPh_{3})_{4}}}C_{6}H_{5}CH_{3}(X=Br,I)}}}
鈴木・宮浦カップリングのもうひとつの形として、塩化アリール化合物との反応においてクロロ基に対して選択的にメチル化させることができる。
ボロキシンはまた、オキソボランモノマー (HB≡O)の前駆体として研究されている。オキソボラン化合物は低温状態ですら即座にボラキシン環へと戻ってしまう。